# Centro Cultural General San Martín

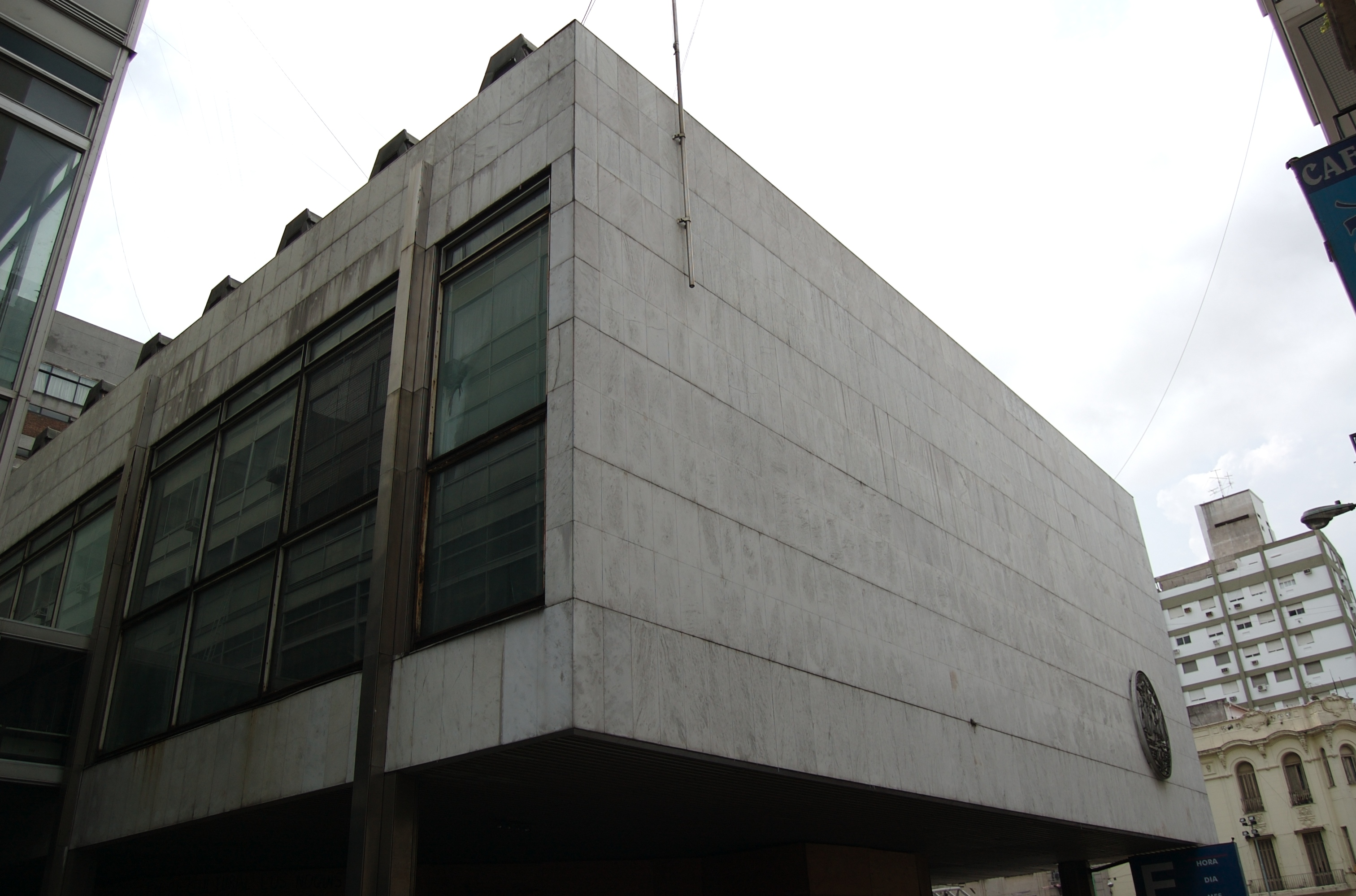
Visão parcial do centro cultural

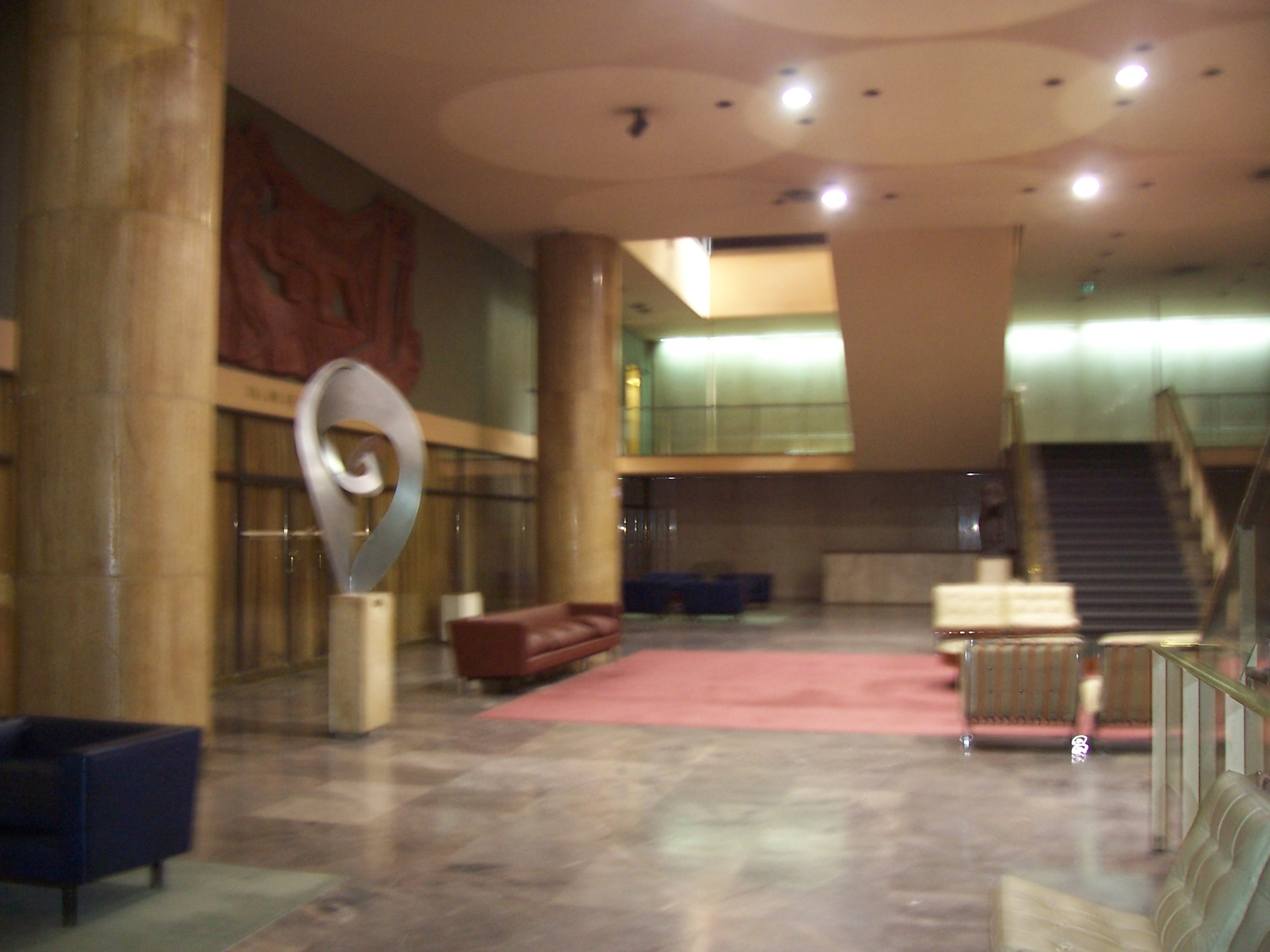
Sala de recepção

O Centro Cultural General San Martín é um centro cultural localizado em Buenos Aires, Argentina. Ele depende do governo da cidade e recebe diversos eventos culturais e artísticos. O teatro, na Avenida Corrientes, foi construído entre 1954 e 1960 e o centro cultural adjunto, projetado pelo arquiteto Mario Roberto Álvarez, foi construído entre 1962 e 1970.
O centro recebeu a primeira sessão da Legislatura de Buenos Aires (e em seguida a investidura de autonomia da cidade, em 1996), bem como a CONADEP (Comissão Nacional sobre o Desaparecimento de Pessoas, na sigla em espanhol) em 1984.
O centro cultural recebeu seu nome em homenagem ao chamado "Pai da Pátria" argentina, general José de San Martín.
O edifício de 12 andares e 30,000 m2 conta com diferentes salas para workshops e cursos, o Núcleo Audiovisual Buenos Aires, com mais de de sete mil obras documentadas e as seguintes salas:
- Sala Ernesto Bianco - 70 pessoas, danças
- Sala Enrique Muino - 254 pessoas, artes cênicas
- Sala A/B - 750 pessoas
- Sala C - 200 pessoas
- Sala D - 200 pessoas
- Sala E - 200 pessoas
- Sala F - 200 pessoas
- Salón Madres de Plaza de Mayo, 150 pessoas, disponível para uso das Mães da Praça de Maio e outros.

Na entrada do edifício encontram-se o Plaza de las Américas e o Patio de Esculturas.